# 890-899
De jaren 890-899 (van de christelijke jaartelling) zijn een decennium in de 9e eeuw.

## Meerjarige gebeurtenissen

### Frankische Rijk

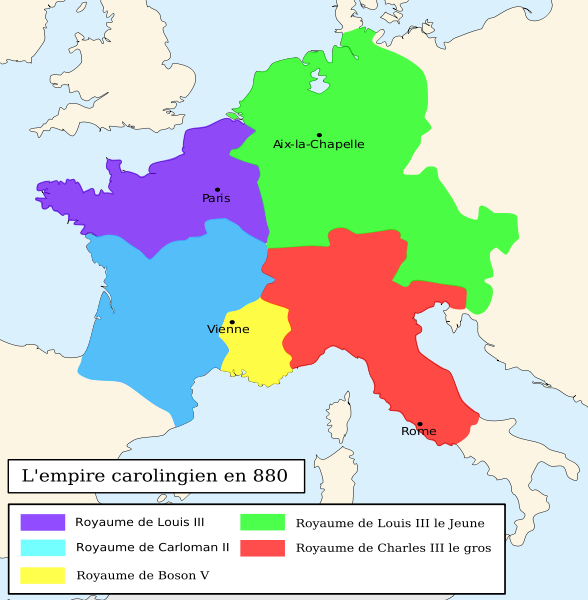
Frankische Rijk

Arnulf van Oost-Francië (groen) is een meester in verdeel en heers.
- 890 : Arnulf steunt Lodewijk de Blinde tegen Rudolf I van Bourgondië (geel).
- 891 : Guido van Spoleto (rood) laat zich door paus Stefanus VI tot Rooms-keizer zalven.
- 893 : Arnulf steunt Karel de Eenvoudige tegen Odo I van West-Francië (paars/blauw).
- 894 : Arnulf steunt Berengarius I van Friuli tegen Guido van Spoleto (rood). Guido sterft en opgevolgd door zijn zoon Lambert.
- 896 : Arnulf wordt door paus Formosus tot Rooms keizer gekroond. Dat zelfde jaar lijdt Arnulf aan een beroerte, dit betekent het einde van zijn invloed.
- 897 : Kadaversynode. Paus Formosus wordt na zijn dood in 896 terug opgegraven en berecht.
- 898 : Odo I van West-Francië (paars/blauw) en Lambert van Italië (rood) sterven.
- 899 : Arnulf sterft (groen).

### Lage Landen
- 891 : Slag bij Leuven. Arnulf verslaat de Vikingen.
- 892 : Boudewijn II van Vlaanderen richt houten versterkingen op in Sint-Omaars, Brugge en Gent.
- De Lotharingse koning Zwentibold geeft Tiel, Deventer en Utrecht speciale handelsprivileges. Aan de stad Tiel verleent hij het tolrecht.
- ca896 : Dirk I wordt graaf van West-Frisia.

### Byzantijnse Rijk
- 892 : Thema Longobardia. De Byzantijnen slagen er in een deel van Zuid-Italië te heroveren.
- 896 : Slag bij Bulgarophygon. De Bulgaren beginnen een oorlog tegen het Byzantijnse Rijk. Na de verpletterende nederlaag roept Keizer Leo VI van Byzantium de hulp in van de Magyaren, die hem een leger sturen. Dat leger weet tot diep in Bulgarije binnen te dringen. Het Byzantijnse leger valt Bulgarije vanuit het zuiden binnen. De tsaar van Bulgarije Simeon I gaat, om een tweefrontenoorlog te voorkomen, onderhandelingen aan met het Byzantijnse Rijk, maar sluit intussen een verdrag af met de Petsjenegen om de Magyaren van zijn grondgebied te verdrijven. Dit doen de Petsjenegen zo goed dat ze de resterende Magyaren in de Etelköz en in de Pontisch-Kaspische Steppe westwaarts verdrijven naar de gebieden rond de benedenloop van de Donau, Transdanubië genaamd, en richting de Pannonische vlakte. In dit gebied stichten de Magyaren later hun eigen staat.

### Engeland
- 893 : Twee vloten uit Denemarken met strijders en kolonisten (met vrouwen en kinderen) vallen opnieuw Kent aan. In 894-895 wordt een van deze legers verslagen door Alfreds zoon Edward.

### Azië
- 892-901 : Het Koreaanse koninkrijk Silla valt uiteen in drie koninkrijken.

## Heersers

### Europa
- West-Francië: Odo van Parijs (887-898), Karel de Eenvoudige (898-922)
  - Anjou: Fulco I (888-942)
  - Aquitanië: Ranulf II (888-890), Ebalus (890-893), Willem I (893-918)
  - Auvergne: Willem I van Aquitanië (885-918)
  - Tours: Robert van Bourgondië (888-923)
  - Vlaanderen: Boudewijn II (879-918)
- Oost-Francië: Arnulf van Karinthië (887-899), Zwentibold (899-900)
  - Beieren: Arnulf van Karinthië (887-899), Luitpold van Karinthië (899-907)
  - West-Frisia: Gerulf (885-ca.896?), Dirk I (ca.896-923/939)
  - Hamaland: Everhard Saxo (?-898), Meginhard III (898-ca.915)
- Spanje:
  - Aragon: Aznar II Galindez (867-893), Galindo II Aznarez (893-922)
  - Asturië: Alfonso III (866-910)
    - Portugal: Lucidio Vimaranes (873-922)

  - Barcelona: Wifried I (878-897), Wifried II (897-911)
  - Navarra: Fortun Garces (870-905)
  - Omajjaden (Córdoba): Abd Allah ibn Mohammed (888-912)
- Groot-Brittannië
  - Engeland: Alfred de Grote (871/886-899), Eduard de Oudere (899-924)
  - Gwynedd: Anarawd ap Rhodri (878-916)
  - Jorvik: Guthred of Guthfrith (883-894), Siefred (895-900)
  - Mercia: Æthelred II (883-911)
  - Powys: Merfyn ap Rhodri (878-900)
  - Schotland: Donald II (889-900)
- Italië
  - keizer: Guido van Spoleto (891-894), Arnulf van Karinthië (896-899)
  - Italië: Guido van Spoleto (889-894), Lambert van Spoleto (892/894-896), Arnulf van Karinthië (894-899), Berengarius I (896-901)
  - Benevento: Aiulf II (884-891), Orso (891-892), vacant (892-895), Guido IV van Spoleto (895-897), Radelchis II (897-900)
  - Spoleto: Wido III (Guido van Spoleto, 880-894), Lambert II (894-898), Alberik I (898-922)
  - Venetië (doge): Pietro Tribuno (888-912)
- Scandinavië
  - Denemarken: Sigurd Slang-in-het-oog (873-903)
  - Noorwegen: Harald I (870/920-933)
- Balkan:
  - Bulgarije: Vladimir (889-893), Simeon I (893-927)
  - Byzantijnse Rijk: Leo VI (886-912)
  - Kroatië: Muncimir (892-910)
  - Servië: Mutimir (863-890), Prvoslav (891-892), Petar Gojniković (892-917)
- Oost-Europa:
  - Bohemen: Bořivoj I (870-894), Spytihněv I (894-915)
  - Kiev: Oleg de Wijze (879/882-912)
  - Magyaren: Álmos (?-ca.895), Árpád (895-907)
  - Moravië: Svatopluk I (871-894), Svatopluk II (894-899), Mojmir II (894-906)
- Opper-Bourgondië: Rudolf I (888-912)
- Bretagne: Alan I (877-908)
- Provence: Boso (879-887), Lodewijk de Blinde (887-920)

### Azië
- Abbasiden (kalief van Bagdad): Al-Mu'tamid (870-892), Al-Mu'tadid (892-902)
- Armenië: Ashot I (884-890), Smbat de Martelaar (890-912)
- China (Tang): Zhaozong (888-904)
- India
  - Chola: Aditya I (870-907)
  - Pallava: Aparajitavarman (880-897)
  - Rashtrakuta: Krishna II (878-914)
- Japan: Uda (887-897), Daigo (897-930)
- Jemen: Al-Hadi il-al-Haqq Yahya bin Husayn (898-911)
- Perzië
  - Saffariden: Amr ibn al-Layth (879-901)
  - Samaniden: Nasr I (864-892), Ismail I (892-907)
- Silla (Korea): Jinseong (887-897), Hyogong (897-912)
- Tibet: Ösung (ca. 846-893)

### Afrika
- Idrisiden (Marokko): Yahya ibn Al-Qassim (883-904)
- Ifriqiya (Tunesië, Aghlabiden): Ibrahim II ibn Ahmad (875-902)
- Rustamiden (Algerije): Abu'l Yaqzan Muhammad (872-894), Abu Hatim Yusuf (894-897), Ya'qub ibn Aflah (897-901)

### Religie
- paus: Formosus (891-896), Bonifatius VI (896), Stefanus VI (896-897), Romanus (897), Theodorus II (897), Johannes IX (898-900)
  - tegenpaus: Sergius III (898)
- patriarch van Alexandrië (Grieks): Michaël II (870-903)
- patriarch van Alexandrië (koptisch): Michaël III (880-907)
- patriarch van Antiochië (Grieks): Michael (879-890), Zacharias (890-902)
- patriarch van Antiochië (Syrisch): Theodosius Romanos van Takrit (887-896), Dionysius II (897-909)
- patriarch van Constantinopel: Stefanus I (886-893), Antonius II Kauleas (893-901)

<< · 890 · 891 · 892 · 893 · 894 · 895 · 896 · 897 · 898 · 899 · >>
<< · 800-809 · 810-819 · 820-829 · 830-839 · 840-849 · 850-859 · 860-869 · 870-879 · 880-889 · 890-899 · >>